# Darreh Yādegār
Darreh Yādegār (persiska: دَرِّه يادِگار, درّه یادگار) är en ort i Iran.   Den ligger i provinsen Lorestan, i den västra delen av landet, 400 km sydväst om huvudstaden Teheran. Darreh Yādegār ligger 1 663 meter över havet och antalet invånare är 267.
Terrängen runt Darreh Yādegār är huvudsakligen lite kuperad. Darreh Yādegār ligger nere i en dal.Runt Darreh Yādegār är det ganska tätbefolkat, med 56 invånare per kvadratkilometer. Närmaste större samhälle är Nūrābād, 19,9 km öster om Darreh Yādegār. Trakten runt Darreh Yādegār består i huvudsak av gräsmarker.